# Vasile Teodoreanu
Vasile V. Teodoreanu (n. 21 aprilie 1910, Iași, România – d. 24 august 1944, Poiana Mărului, Mălini, Suceava, România) a fost un ofițer român, care a comandat o companie din Regimentul 6 Grăniceri în timpul celui de-al Doilea Război Mondial. Deși subunitatea sa era într-o situație tactică extrem de dificilă în noaptea care a urmat Loviturii de stat din 23 august 1944, el a declanșat un atac surpriză la Mălini împotriva unui batalion german de vânători de munte într-o încercare dramatică de străpungere a dispozitivului de luptă german pentru a ajunge la liniile române.
Încercarea subunității românești nu a avut succes și puținii supraviețuitori rămași au fost capturați după lupte grele, în care militarii români au provocat haos în frontul inamic. După capturare, comandantul Vasile Teodoreanu a fost schingiuit și împușcat de către militarii inamici la marginea satului Poiana Mărului, trupul său fiind apoi batjocorit de către aceștia.
Memoria actului său și a soldaților companiei care i-a fost alături la Mălini a fost conservată de literatura istorică națională și onorată de către statul român, căpitanul Teodoreanu fiind supranumit ulterior „eroul de la Mălini”.

## Biografie

### Familia și cariera
Vasile Teodoreanu s-a născut la 21 aprilie 1910 în orașul Iași, în aceeași casă în care se născuse și scriitorul Ionel Teodoreanu (1897-1954), care-i era văr de-al doilea. Tatăl lui, care se numea tot Vasile Teodoreanu, era profesor de matematică.
După absolvirea școlii primare, viitorul ofițer a urmat cursurile Liceului Militar din Iași (1921-1929) și apoi pe cele ale Școlii militare de ofițeri activi de infanterie din București (6 septembrie 1929 - 1 iulie 1931), fiind avansat la absolvire la gradul de sublocotenent și repartizat comandant de pluton în Regimentul 13 Dorobanți. După șase ani de stagiu militar a fost înaintat la 15 martie 1937 la gradul de locotenent, iar apoi, la 1 decembrie 1939, a fost transferat în Regimentul 6 Grăniceri din Bacău.
S-a căsătorit în anul 1940 și, la 23 octombrie 1941, i s-a născut un băiat pe care l-a numit tot Vasile.
Locotenentul Teodoreanu a fost numit în 1940 în postul de comandant al Companiei 6 din Batalionul 3 Grăniceri pază de la Onești și a fost înaintat la 10 mai 1941 la gradul de căpitan. A fost în serviciu la Onești până în aprilie 1944.

### Lupta Companiei 11 Grăniceri

#### Preludiul
În luna aprilie 1944 i s-a încredințat comanda Companiei a 11-a din cadrul detașamentului „Colonel Constantinescu”, care avea misiunea să oprească ofensiva sovietică pe aliniamentul Câmpulung Moldovenesc - Vama - Valea Seacă - Mălini, întărind liniile apărate de Divizia 3 Vânători de Munte din Corpul 17 Armată germană. La 27 aprilie 1944 și-a condus familia în refugiu la Sărata.
În următoarele patru luni s-a aflat în comuna Mălini unde a colaborat cu unitățile militare germane aflate în zonă, pentru apărarea aliniamentului de pe râul Moldova. Dezertarea la ruși în iulie 1944 a trei soldați români trimiși de căpitanul Teodoreanu în patrule de recunoaștere a creat o stare de suspiciune a comandanților germani față de loialitatea trupelor române. Ca atare, compania română a început să fie supravegheată permanent de către germani.

#### Situația tactică

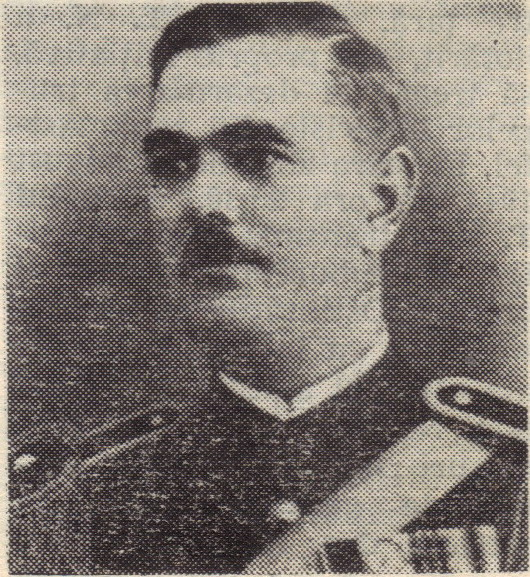
Colonelul Nistor Teodorescu, comandantul detașamentului de grăniceri și superiorul ierarhic al cpt. Teodoreanu.

În momentul Loviturii de stat de la 23 august 1944 Vasile Teodoreanu avea gradul de căpitan și comanda compania 11 din Regimentul 6 Grăniceri, care se afla dispusă în zona Mălini - Valea Seacă din nordul Moldovei. Era subordonat atunci colonelului Nistor Teodorescu, comandantul unui detașament compus din Regimentul 3 Grăniceri, două subunități (Batalionul I și compania 11) din Regimentul 6 Grăniceri și compania Fărcașa din Batalionul Fix Piatra Neamț. Compania 11 Grăniceri se afla dispusă în poziție de apărare într-o zonă joasă de pe malul râului Moldova, în dreptul unui vad prin care cercetașii ruși obișnuiau să efectueze incursiuni. Ea era flancată de două companii germane dintr-un batalion al Regimentului 144 Vânători de munte și avea în spate subunități germane de artilerie ușoară și de pionieri. Tot în spate, soldații români aveau un câmp de mine antiinfanterie.
„Eram ca într-un clește. Inițial nu ne-am dat seama de acest lucru, de ce ne-au pus nemții acolo? ... Nemții constataseră că prin acel loc, prin dispozitivul de apărare a companiei mele era posibil trecerea rușilor la ofensivă. Prin acel vad, cercetașii ruși reușiseră să treacă de multe ori până atunci, întorcându-se „acasă” cu câte-o „limbă” sau post de pândă nemțesc! Băgaseră frica în nemți aceste incursiuni ale rușilor. Cred că aceasta i-a determinat pe nemți să ne bage în apărare în acest loc, în acest sector. Mai este ceva, compania mea, comandată de bravul căpitan Teodoreanu Vasile, a fost „ruptă” din R. 6 Gr. și dată nemților pentru a întări acel loc defensiv. Cu toată insistența căpitanului de a rămâne pe front în dispozitivul regimentului, nu a fost posibil. A înțeles ordinul, l-a executat, și de aici a început drumul spre moarte al companiei mele.”—Virgil Ștefănescu, fostul comandant al Plutonului 3 din Compania 11 Grăniceri a Regimentului 6 Grăniceri
În seară zilei de 23 august 1944, Regimentul 6 Grăniceri a fost înlocuit pe front de Regimentul 3 Grăniceri, pentru a fi trimis la refacere în zona Bacăului. Compania căpitanului Teodoreanu a rămas însă pe loc și a fost resubordonată operativ Regimentului 3 Grăniceri.
În noaptea de 23 august 1944, după difuzarea comunicatului către țară al regelui Mihai prin care s-a anunțat întoarcerea armelor împotriva Germaniei Naziste, colonelul Nistor Teodorescu a ordonat, din proprie inițiativă, unităților militare din subordine să dezarmeze trupele germane aflate în zona lor. El a transmis la ora 23,30 următorul ordin către comandanții de subunități: „Ostilitățile cu armata sovietică au încetat și România a trecut alături de Armatele Națiunilor Unite. Luați măsuri pentru a dezarma elementele germane aflate în sectorul dvs. În cazul că nu se vor supune se va face uz de arme. Armamentul capturat se va depozita și pune sub pază, iar trupa dezarmată se va grupa în comuna Valea Seacă, Capul Câmpului și Drăceni. Treceți imediat la executare”. În aceeași noapte subunitățile de grăniceri au declanșat atacuri prin surprindere asupra trupelor germane.

#### Atacul
La ora 12 noaptea au sosit cei doi curieri trimiși de companie în urmă cu jumătate de oră pentru a prelua ordinul scris al colonelului Teodorescu. În scurt timp s-a trecut la executarea ordinului și, ca atare, ofițerul german și cei doi însoțitori ai săi care supravegheau compania, au fost făcuți prizonieri. Prinsă la mijloc între germani și ruși, subunitatea condusă de căpitanul Teodoreanu era însă complet izolată. În aceste condiții, căpitanul Teodoreanu a hotărât străpungerea dispozitivului german și retragerea către Drăceni și Valea Seacă, până la liniile Regimentului 3 Grăniceri, mai înainte ca trupele germane să ia cunoștință de noul context căruia trebuiau să-i facă față.
Compania 11 a dus lupte grele în acea noapte cu batalionul vânătorilor de munte germani, reușind să-l dezorganizeze și să captureze prizonieri pe drumul de retragere. Străpungerea a început printr-o luptă de noapte corp la corp. Pe măsură ce au înaintat, soldații români au neutralizat tunurile, luându-le închizătoarele și aruncându-le. Surprinși de atacul pe întuneric, germanii au crezut mai întâi că sunt atacați de ruși și au îndreptat focul în direcția acestora și nu către atacatorii reali.
Spre dimineață totuși, trupele germane au realizat de cine sunt de fapt atacate, drept care...
„Acest nebun de căpitan...[pe care] nemții...căutau din răsputeri să-l prindă pentru a plăti pentru … „nechibzuința” sa !”—Virgil Ștefănescu, fostul comandant al Plutonului 3 din Compania 11 Grăniceri a Regimentului 6 Grăniceri
...a profitat spre dimineață de acest fapt și a atras asupra sa atenția germanilor, în timp ce soldații săi au atacat dispozitivul german cu armamentul din dotare. Militarii Companiei 11 au reușit astfel să ajungă în pădurea de brazi din apropiere și au intrat adânc în aceasta, până dincolo de satul Poiana Mărului. Acolo au fost însă ajunși, încercuiți și atacați inclusiv cu lovituri de artilerie de către forțele inamice, care erau superioare numeric. Dându-și seama că militarii români au rămas fără muniție, nemții au trecut la asalt. A avut loc acolo o luptă în care grănicerii s-au apărat lovind cu patul armei și cu baionetele, iar căpitanul a fost rănit la cap.

#### Epilogul
Obosiți, flămânzi și rămași fără muniții, Vasile Teodoreanu și ostașii supraviețuitori (cu efectivul rămas aproximativ de dimensiunea unui pluton) s-au predat și au fost luați prizonieri. Germanii l-au legat pe căpitan și l-au urcat pe atașul unei motociclete care a pornit spre Borca, în timp ce soldații români au continuat drumul pe jos.
Ofițerul a fost ulterior schingiuit, împușcat în zorii zilei de 24 august și spânzurat de creanga unui brad cu capul în jos. „Era desfigurat complet, avea burta sfârtecată și pieptul împuns de baionete, cu fața ca o piftie de sânge închegat și carne terciuită, cu ochii scoși și găvanele scobite adânc, cu părul năclăit de praf și sânge uscat. Tresele de căpitan erau aruncate pe jos”, și-a amintit mai târziu unul dintre comandanții săi de pluton, care a afirmat că revoltați, soldații români rămași și-au surprins și atacat supraveghetorii la ordinul subofițerului supraviețuitor rămas la comandă. O parte dintre soldați au fugit în pădure după ce au dat jos trupul căpitanului, care a fost înmormântat într-un loc, astăzi necunoscut. Restul de soldați români care mai rămăseseră nu au mai rezistat mult, fiind înconjurați de trupele germane.
Ostașii români luați prizonieri au fost transportați treptat dintr-o localitate în alta până în Germania, de unde au fost ulterior repatriați de către Armata Statelor Unite ale Americii.

#### Contextul general
În noaptea de 23 spre 24 august și în cursul zilei de 24 august grănicerii aflați sub comanda colonelului Teodorescu au scos din luptă 350 de militari germani și au capturat cantități mari de materiale de război, iar în zilele următoare, acționând în colaborare cu unitățile sovietice aflate în zonă, au curățat de trupe germane valea Moldovei, învingându-i pe nemți în luptele de pe dealurile Voronețului, de la Slătioara și de la Câmpulung Moldovenesc.

#### Versiunea din timpul epocii comuniste
O carte intitulată Eroul de la Mălini: Căpitanul Vasile Teodoreanu, scrisă de generalul-maior Ion Ghenoiu în colaborare cu Constantin Avram, a fost publicată în 1974 de Editura Militară din București. Această lucrare monografică a lansat o versiune conform căreia Vasile Teodoreanu a decis să acționeze din proprie inițiativă după ce a auzit comunicatul regelui Mihai, fără a mai primi ordin de la colonelul Teodorescu deoarece liniile telefonice fuseseră tăiate anterior de germani.
Această informație a fost preluată ulterior. Astfel, căpitanul, împreună cu nouă soldați, ar fi anihilat trei cuiburi de mitralieră germane și ar fi luat prizonieri circa 40 de militari germani pe care i-au condus la punctul de comandă. Ulterior, în jurul orei 24, profitând de plecarea în misiune a patru soldați comandați de un subofițer, militarii germani de la centrala telefonică au atacat punctul de comandă român, împușcând trei soldați români, capturându-l pe căpitanul Teodoreanu și pe un soldat și eliberându-i pe prizonierii germani. Cei doi prizonieri români au fost eliberați mai târziu de cei cinci ostași care s-au întors din misiunea încredințată. În sprijinul germanilor ar fi sosit întăriri, iar, după o luptă inegală de câteva ore cu mai multe sute de militari inamici, micul grup de grăniceri a rămas fără muniție și s-a apărat cu baionetele și cu paturile puștilor până ce a fost anihilat. În această luptă ar fi murit peste 150 de militari germani. Abia în zori, după încheierea luptei, ar fi ajuns și curierul ce transmitea ordinul de acțiune al colonelului Teodorescu.
În această versiune militarii germani i-ar fi împușcat pe toți prizonierii români, încălcând prevederile convențiilor de la Geneva privind protejarea prizonierilor de război. Trupul neînsuflețit al ofițerului ar fi fost târât pe străzile satului până în piața din fața primăriei, unde a fost spânzurat cu capul în jos de ramura unui brad, în prezența a zeci de localnici aduși cu forța. Potrivit versiunii respective, trupul celui mort ar fi fost dat jos din ștreang de săteanul Ion Grigoroaia, care l-a îngropat sub un castan de pe malul râului Răchitiș (după o altă versiune într-o groapă din apropierea bisericii), de unde ar fi fost deshumat după câțiva ani și înmormântat sub o lespede de marmură albă în Cimitirul militar Ghencea din București.

## Onoruri postume

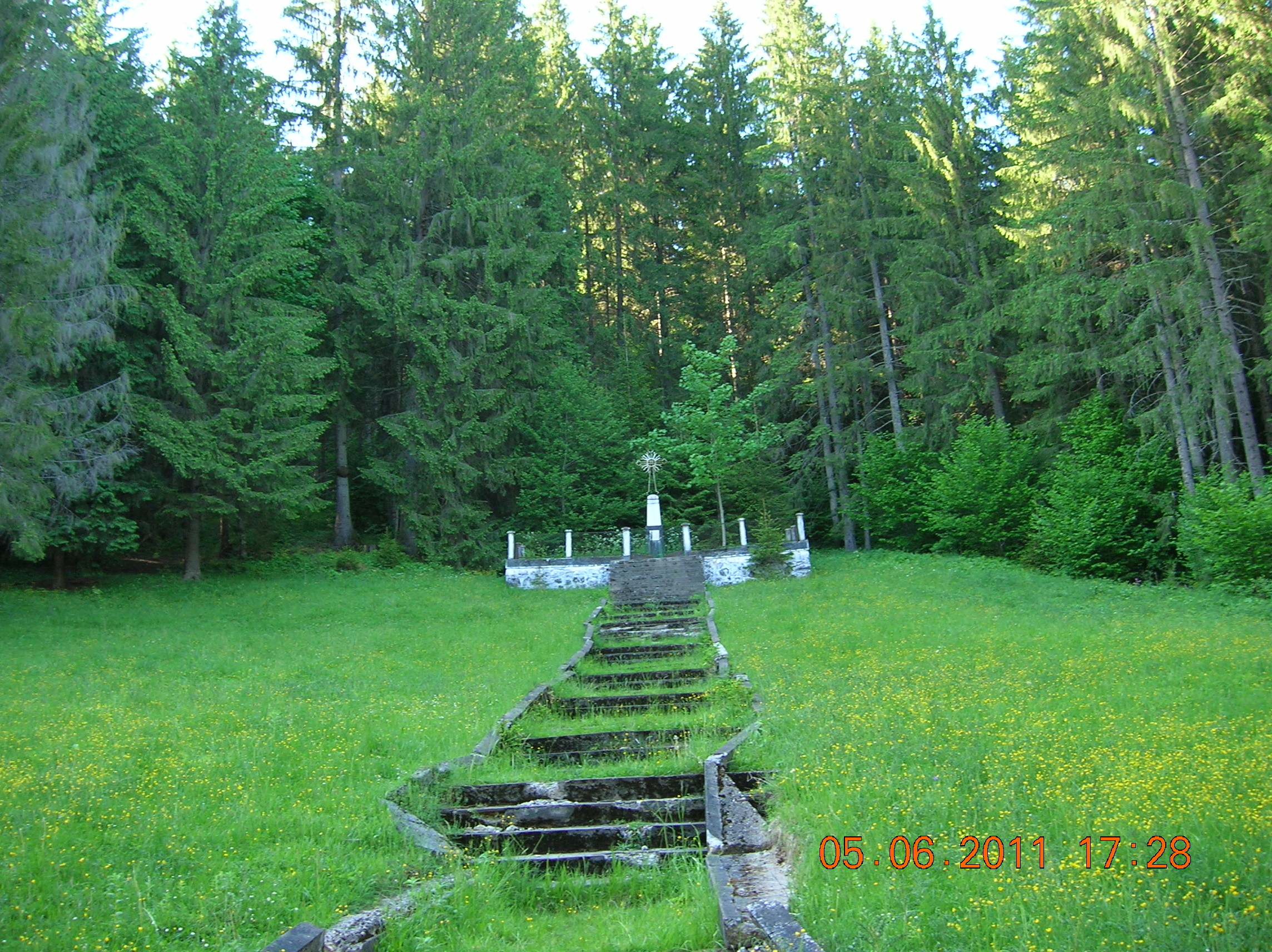
Crucea de piatră (așa cum arăta în 2011) care marchează în partea estică a Drumului Talienilor poiana în care au fost înhumați militarii căzuți în luptele desfășurate după Lovitura de stat de la 23 august 1944.

Căpitanul Teodoreanu a fost decorat post-mortem cu ordinele „Steaua României”, cl. a V-a, cu spade, și „Coroana României”, cl. a IV-a, cu spade.
Cu ocazia comemorării a 20 de ani de la aceste lupte tragice a fost ridicat la poalele Munților Stânișoarei un monument în memoria ostașilor Regimentului 3 Grăniceri și ai Batalionului 1 și Companiei 11 din Regimentul 6 Grăniceri, care au luptat cu militarii germani aflați în retragere și au căzut eroic în aceste locuri. Monumentul a fost inaugurat la 22 august 1964 și reconstruit la inițiativa primăriei comunei Mălini în toamna anului 2013.
Ca efect al celor întâmplate, căpitanul Vasile Teodoreanu a fost supranumit „eroul de la Mălini”.

## Decorații
- Ordinul „Steaua României”, clasa a V-a cu spade
- Ordinul „Coroana României”, clasa a IV-a, cu spade